# NS 4600
De serie NS 4600 was een serie van 20 stoomlocomotieven voor goederentreinen met de asindeling 1'D, die in 1923 door Werkspoor werd gebouwd voor de Nederlandse Spoorwegen (NS).

## Geschiedenis
Omstreeks 1922 bestond er behoefte aan zware goederenmachines, die de kolentreinen van de Limburgse mijnstreek naar andere delen van Nederland konden vervoeren. De serie NS 6200, die als tenderlocomotief niet genoeg water en kolen kon meenemen, werd als voorbeeld genomen voor de nieuwe 4600 van de NS, maar de trekkracht werd groter. De machines kregen twee buitenliggende cilinders met een grotere middellijn dan bij de 6200. De stoomketel werd gelijk aan die van de NS 3700.  
Ir. P. Labrijn, chef van Materieel en Werkplaatsen bij de NS, ontwierp dit type in samenwerking met fabrikant Werkspoor, maar de locomotieven bleken niet voldoende uitgebalanceerd te zijn. Het feit dat zij slechts twee grote buitenliggende cilinders hadden veroorzaakte een vrij hevig slingeren. Deskundigen oordeelden dat de locomotieven hoogstwaarschijnlijk goed hadden voldaan als men ze had uitgevoerd met vier cilinders, zoals de serie NS 3700. Reeds bij de indienststelling ruilden deze locomotieven hun vierassige tenders om voor de drieassige tenders van de sneltreinlocomotieven 3701-3720.
Tijdens de Tweede Wereldoorlog zijn vijftien van deze locomotieven in dienst geweest bij de Deutsche Reichsbahn. Niet minder dan zes liepen in Duitsland ernstige schade op, terwijl loc 4616 in Amsterdam zwaar beschadigd werd. Al deze machines werden in 1947 afgevoerd. De 4613 werd bij Werkspoor te Amsterdam hersteld, de 4606 en 4611 gingen daarvoor naar de lokomotievenfabriek en ketelbouwer Frichs in Aarhus (Denemarken), waar ook sommige 3700-en waren hersteld. De laatste 4600 werd in 1949 buiten dienst gesteld.

## Afbeeldingen

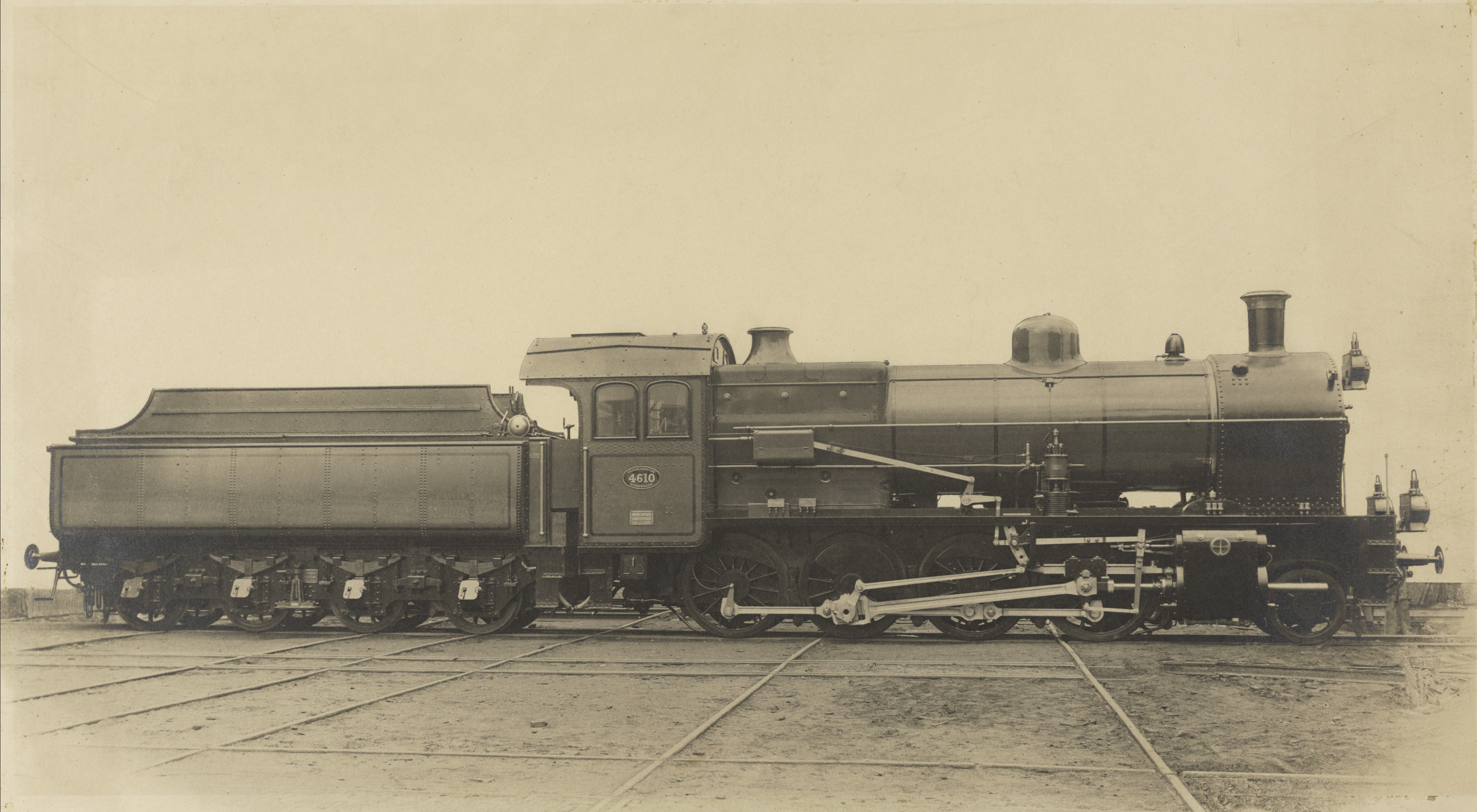
Fabrieksnieuwe stoomlocomotief NS 4610 met vierassige tender (1923)
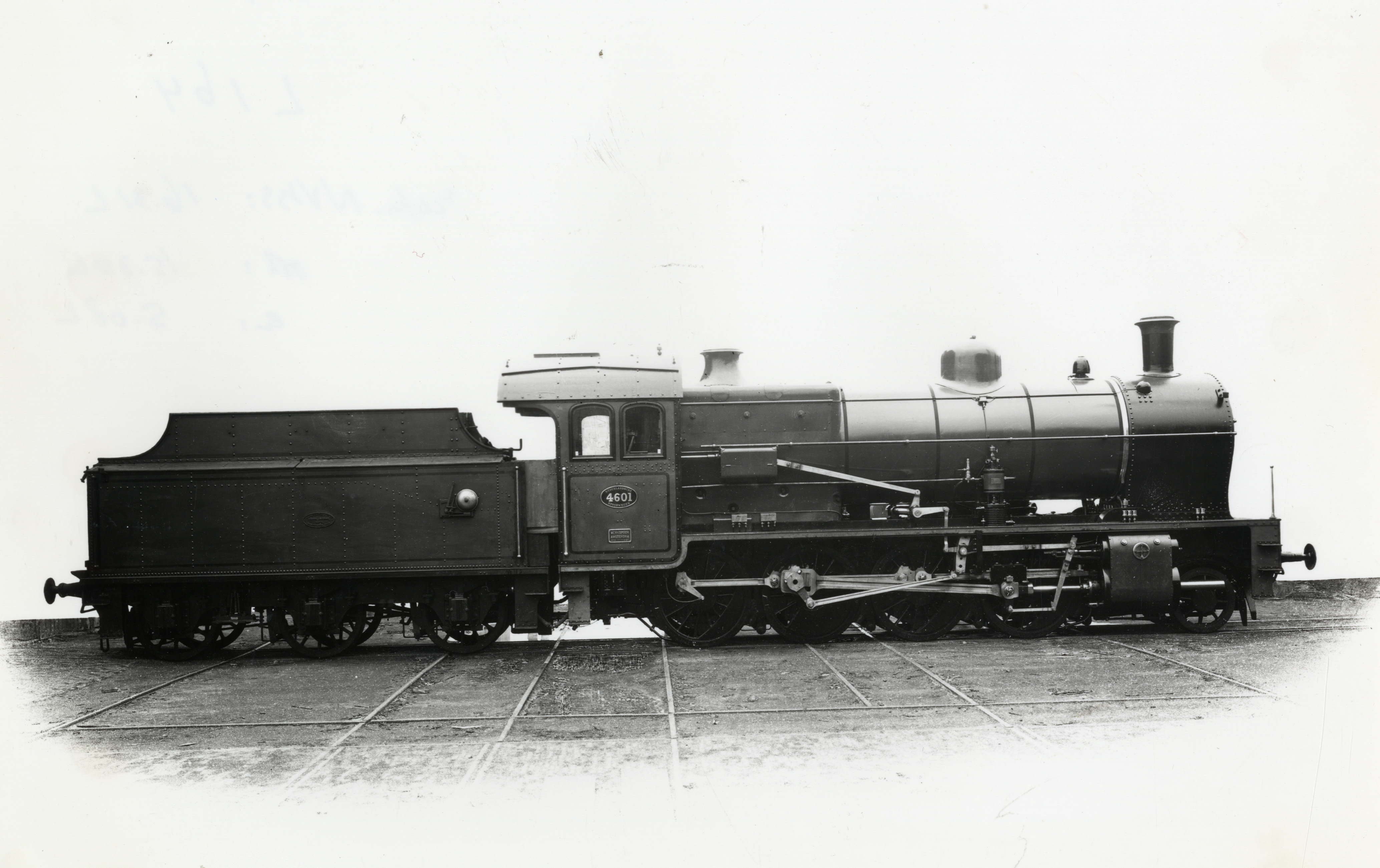
Fabrieksnieuwe stoomlocomotief NS 4601 met drieassige tender (1923)
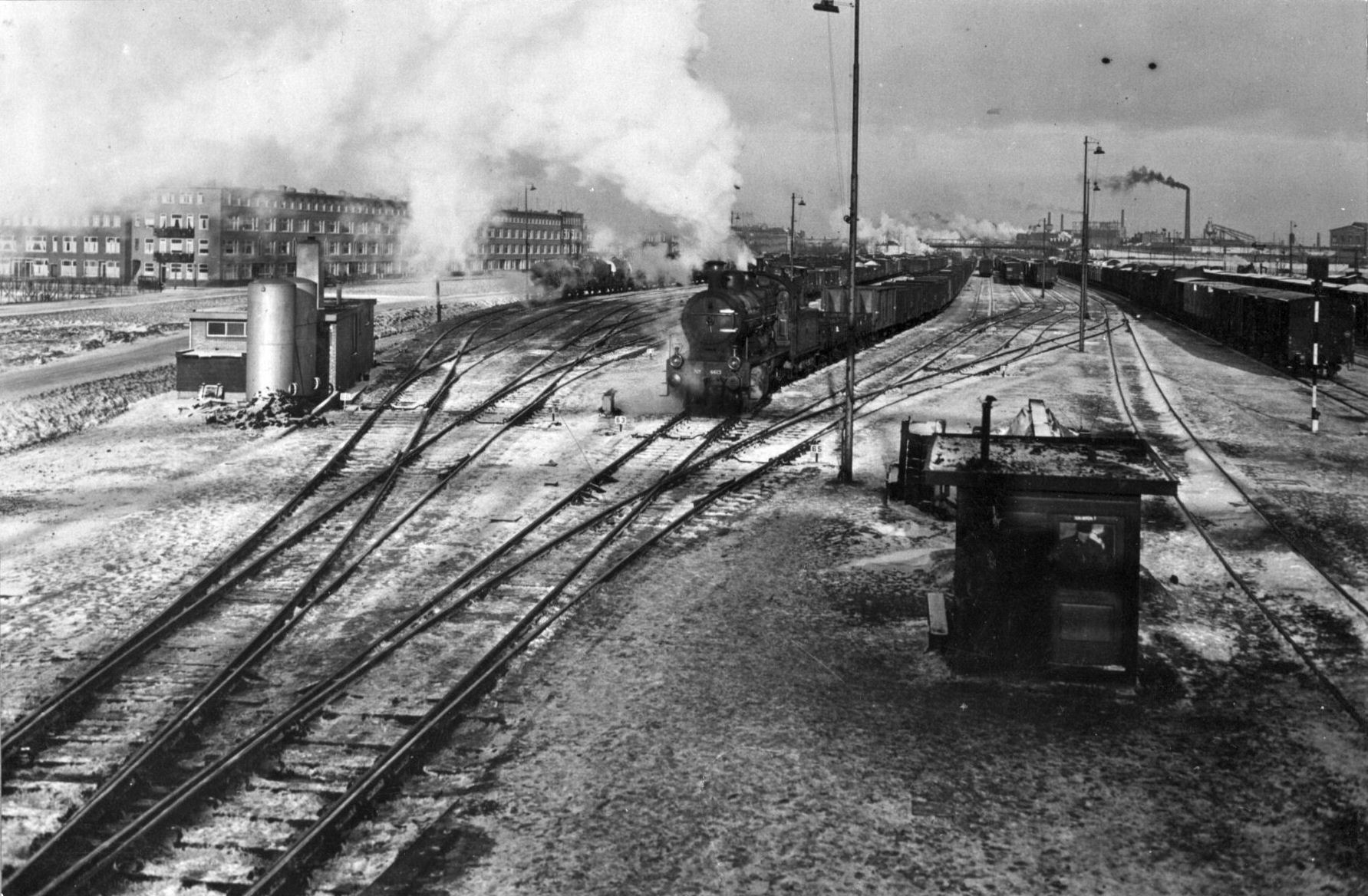
Vertrekkende goederentrein getrokken door NS 4613 (januari 1940)
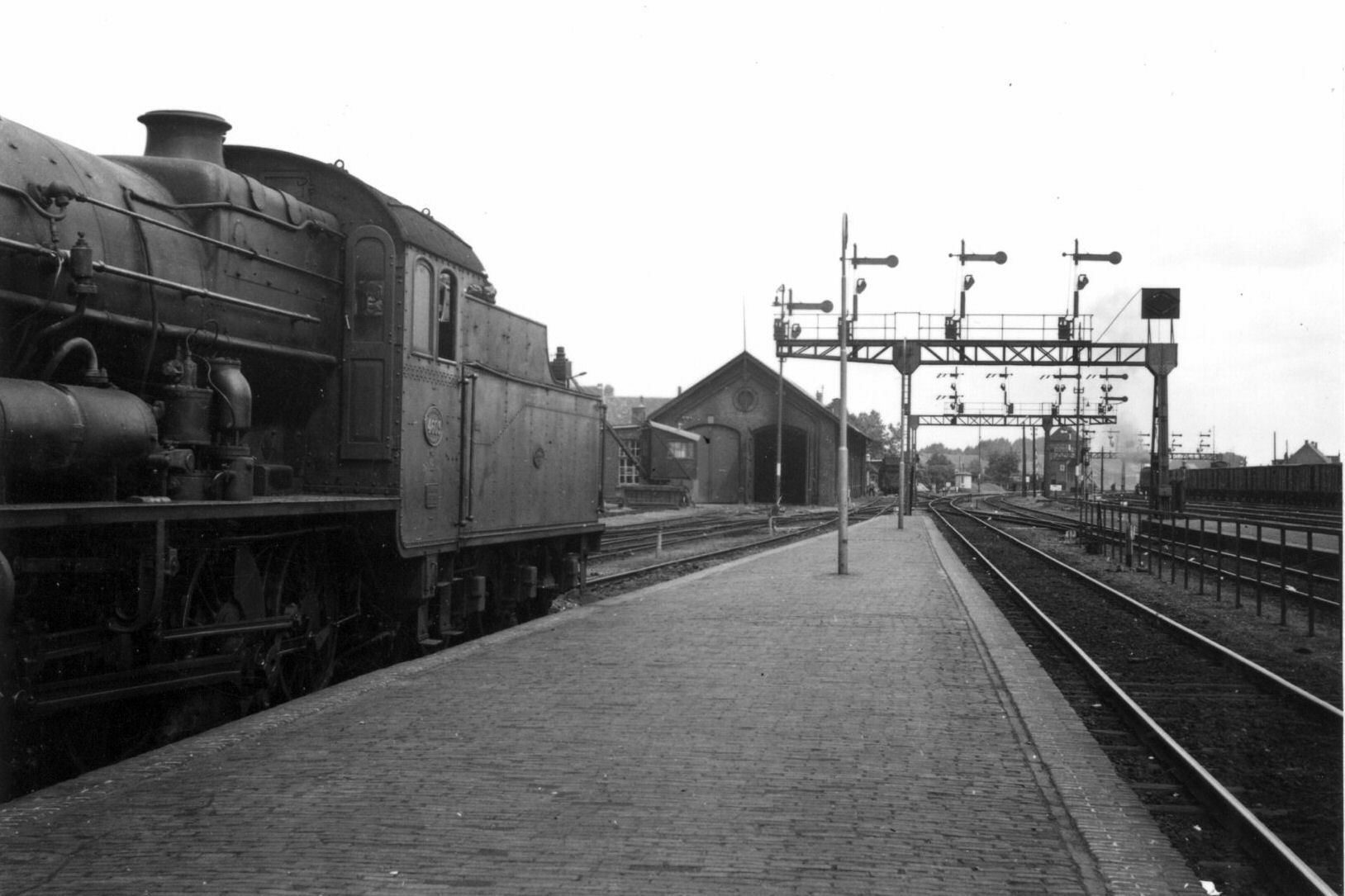
NS 4603 op station Roermond. (12-07-1940)